# Cheniseo recurvata
Cheniseo recurvata là một loài nhện trong họ Linyphiidae.
Loài này thuộc chi Cheniseo. Cheniseo recurvata được Richard C. Banks miêu tả năm 1900.